# Lego City Undercover: The Chase Begins
Lego City Undercover: The Chase Begins (Eigenschreibweise: LEGO City Undercover: The Chase Begins) ist ein Open-World-Videospiel des Action-Adventure-Genres und Prequel von Lego City Undercover. Es wurde von TT Fusion entwickelt und von Nintendo exklusiv für den Nintendo 3DS am 21. April 2013 in Nordamerika, am 26. April 2013 in Europa und am 27. April 2013 in Australien veröffentlicht.

## Handlung und Spielprinzip
In Lego City: Undercover: The Chase Begins geht es um einen Cop namens Chase McCain, der den Räuber Rex Fury, die meistgesuchte Person Lego Citys, verhaften und hinter Gitter bringen will. Dabei muss er in verschiedenen Missionen neue Kostüme freischalten, um im Fall Rex Fury nach und nach weiterzukommen. Anders als beim Vorgänger, Lego City: Undercover, gibt es keine zusammenhängende Oberwelt und jedes Gebiet muss beim Betreten einzeln geladen werden. Das Spiel orientiert sich spielerisch an seinem Vorgänger, erzählt jedoch die Vorgeschichte, welche zwei Jahre vor Lego City: Undercover spielt.

## Rezeption
Die Kritiken zu Lego City Undercover: The Chase Begins waren größtenteils durchwachsen. Auf der Bewertungswebsite Metacritic hält das Spiel, basierend auf 44 Bewertungen, einen Metascore von 62 von 100 möglichen Punkten. Kritisiert wurden von den meisten Fachmagazinen insbesondere die relativ langen Ladezeiten beim Wechsel von einem Gebiet zu einem anderen von bis zu einer Minute. Gelobt wurden von dem deutschsprachigen Videospiel-Magazin GamePro die vielen abwechslungsreichen Missionen. Die Spielzeit wird von GamePro auf deren Datenblatt auf etwa 15 Stunden geschätzt. Im Test von GamePro ist von zehn Stunden für die Kampagne und weiteren zehn Stunden für die 100-prozentige Vollendung die Rede.

## Entwicklung
Das Spiel wurde während Nintendos Pressekonferenz auf der Electronic Entertainment Expo am 7. Juni 2011 (damals noch unter dem Arbeitstitel Lego City Stories) erstmals angekündigt. Am 17. Januar 2013 wurde bekannt gegeben, dass das Spiel Lego City Undercover: The Chase Begins heißen würde und es sich um ein Prequel von Lego City: Undercover handeln würde.

## Verkaufszahlen
Am 12. September 2013 gab Nintendo bekannt, dass sich Lego City Undercover: The Chase Begins in Nordamerika 264.000 Mal verkaufen konnte.